# تمبل (كورنوال)
تمبل (بالإنجليزية: Temple, Cornwall)‏ هي قرية و Commandry تقع في المملكة المتحدة في كورنوال.

## معرض صور

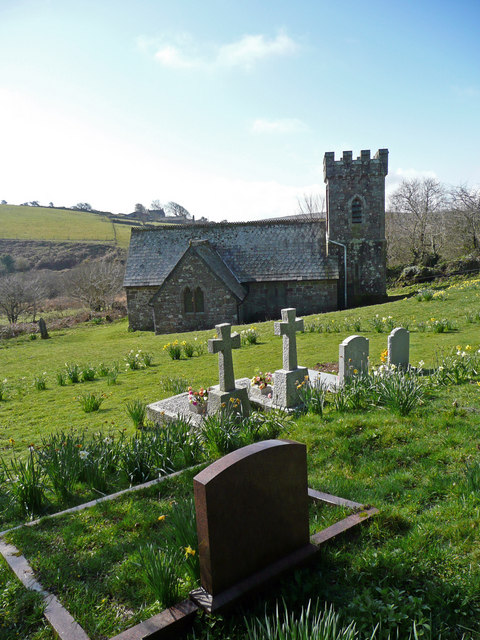
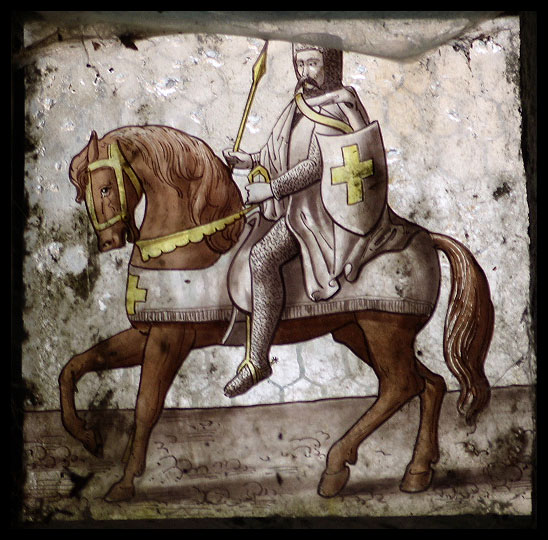
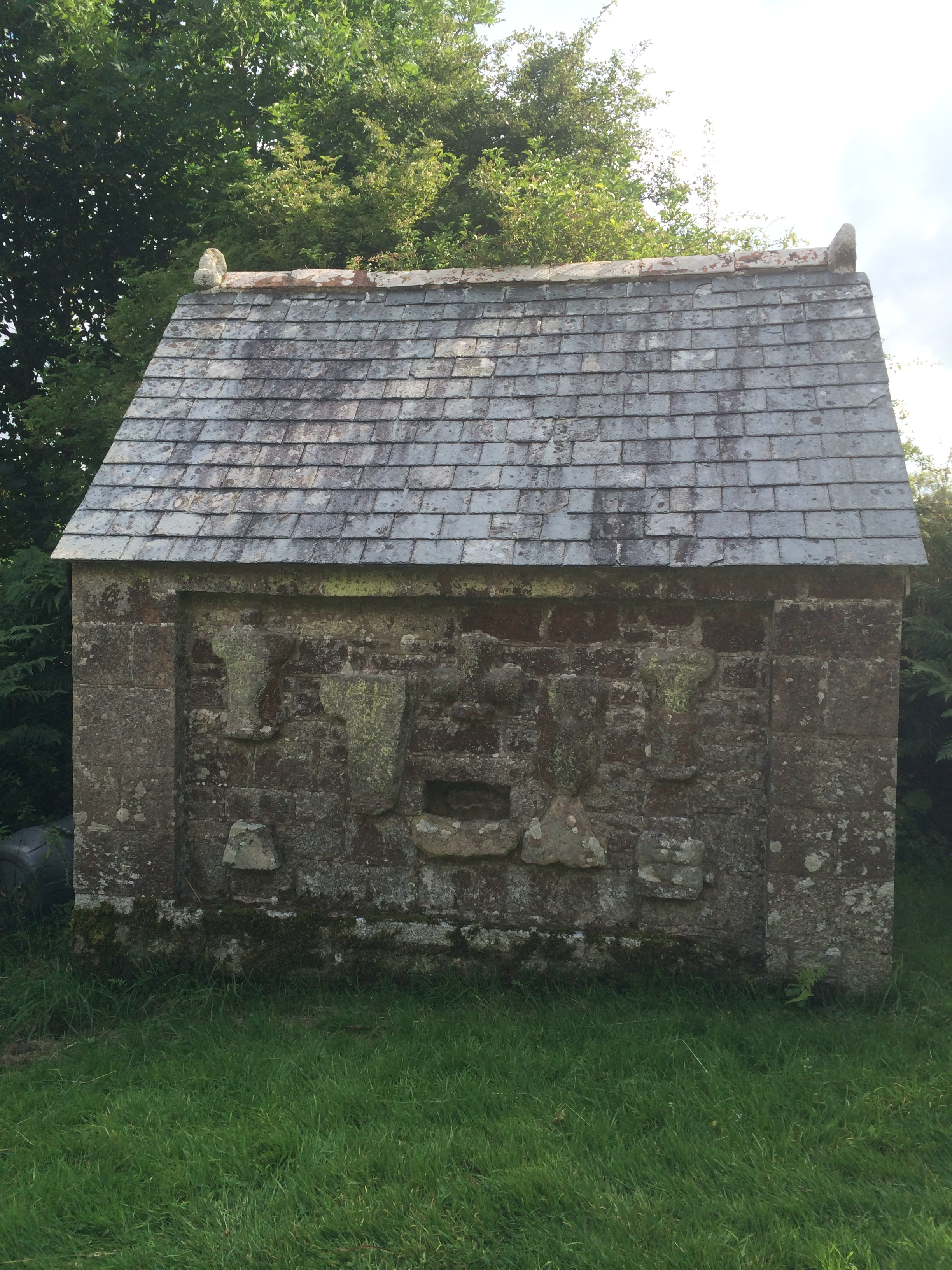
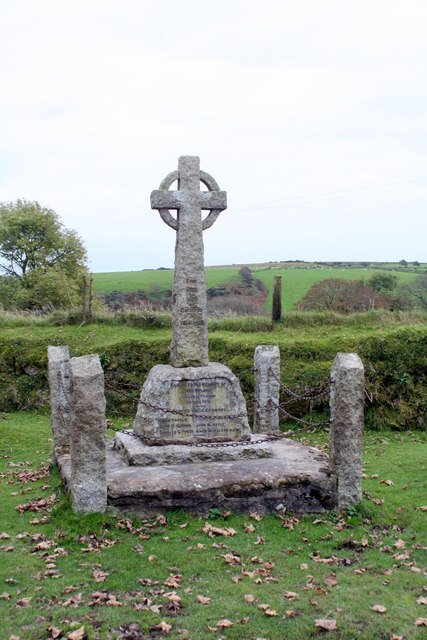